# Spektraltyp
Spektraltyp eller spektralklass är en klassifikation av stjärnor genom det generella utseendet av stjärnans spektrum. Vid klassifikationen jämförs stjärnans spektrum med spektrum för ett antal standardstjärnor, och den klassificerade stjärnan erhåller så en beteckning, vanligen en av typerna (efter fallande yttertemperatur) O, B, A, F, G, K eller M, eller i de nya infrarödtyperna L och T för bruna dvärgar.
Förutom de primära spektraltyperna O till T, kan man genom jämförelser av bredden på absorptionslinjer av väte fastställa en luminositetsklass I, II, III, IV och V som indirekt beskriver storleken på stjärnan.
Fastän spektralklass endast fastställes genom jämförelse av spektra, anses klassen även beskriva fotosfärisk temperatur hos stjärnan och genom dess luminositetsklass även dess absoluta ljusstyrka. Detta är av stor betydelse vid fastställandet av interstellär extinktion, vilket i realiteten betyder att stjärnljuset sprids på grund av förekomsten av interstellärt stoft.

## Historia
Den första spektralklassifikationen introducerades av Angelo Secchi vid mitten av 1800-talet, då han införde de numera föråldrade stjärnklasserna Typ I (motsvarande A och F), Typ II (G, K och F), Typ III (M). Dessa kompletterade han 1868 med den sällsynta Typ IV (kolstjärnor) och 1877 med Typ V, stjärnor som uppvisade emissionslinjer, som exempelvis Gamma Cassiopeiae och Beta Lyrae. Denna typindelning ska ej förväxlas med de moderna luminositetsklasserna.
Secchis klasser ersattes omkring 1890 av Williamina Flemings mer detaljerade spektralklassifikation med klasser från A till och med O, som under sekelskiftet 1800-1900 rationaliserades av Annie Jump Cannon till den så kallade Harvard-klassifikationen, liknande den nuvarande. Stjärnans spektrum angavs med O, B, och så vidare till M följt av en siffra 0 till 9 så att A0 motsvarade gamla typ A och A3F motsvarade 3/10 väg från A till F. Kort därefter togs F:et bort så att spektraltypen helt enkelt blev A3.
Så småningom märkte man särdrag i spektrum som var oberoende av primär typ: stjärnor hade exempelvis mer eller mindre breda vätelinjer. Man insåg snart att det hade med stjärnans totala ljusstyrka att göra, så framför stjärntypen A3 lade man till dA3 för breda linjer och således dvärgstjärnor, gA3 för smalare linjer och således jättestjärnor och cA3 för ytterst smala linjer och alltså superjättar.
Eftersom denna indelning i tre storleksklasser visade sig för grovkornig, infördes från 1943 MKK- eller Yerkes-klassifikationen, som i stället för prefixade d, g och c (och dylikt), suffixade en romersk siffra från I till VII, så att dA3 blev A3V, gA3 blev A3III och cA3 blev A3I, vilket bland annat tillät mellanklasserna II och IV.
1999 blev Yerkesklassifikationen utvidgad med spektraltyperna L och T för de ljussvagaste röda dvärgarna och de relativt nyupptäckta bruna dvärgarna.
Spektralklassifikation av vita dvärgar och av kolstjärnor utgick ursprungligen från den ursprungliga Harvard-klassifikationen, men sedan utvecklats separat så att vita dvärgar och kolstjärnor var för sig har fristående klassifikationssystem.

## Primär klassindelning

Klassindelning efter spektrum.

Primär klassindelning sker genom jämförelse med standardstjärnor, vars spektrum har studerats i detalj. En stjärnas spektrum har specifika absorptionslinjer som direkt definieras av i stjärnatmosfären ingående joniserade grundämnen. Alla normala stjärnor har tillnärmelsevis samma sammansättning av grundämnen, men atmosfärens olika temperatur avgör vilka grundämnen som är joniserade, och hur högt de är joniserade, det vill säga, hur många elektroner som den höga temperaturen har slagit loss ifrån atomen.
Ju hetare och blåare stjärnan är, desto högre är stjärnatmosfärens atomer joniserade. Ju svalare och rödare stjärnan är, desto fler neutrala atomslag syns i spektrum, och från och med klass G kan man se molekyllinjer i spektrum.
| Spektraltyp | Yttemperatur (kelvin) | Spektrallinjer                           | Exempel         | Färg          | Färg       |
| Spektraltyp | Yttemperatur (kelvin) | Spektrallinjer                           | Exempel         | konventionell | verklig    |
| O           | över 28000            | HeI, HeII, CIII, NIII m.fl.              | ζ Pup           | blå           | blå        |
| B           | 11000 till 28000      | HeI, OII, SiII, m.fl.                    | Rigel           | blåvit        | blåvit     |
| A           | 7500 till 11000       | Mycket starka linjer av väte             | Sirius          | vit           | blåvit     |
| F           | 6000 till 7500        | K- och H-linjer av kalcium               | Procyon         | gulvit        | vit        |
| G           | 5000 till 6000        | Starka linjer av kalcium, metallinjer    | Solen           | gul           | gräddvit   |
| K           | 3500 till 5000        | Mycket starka CaII-linjer, band av TiO   | Aldebaran       | orange        | blekorange |
| M           | 1500 till 3500        | Starka band av TiO, neutrala metallinjer | Betelgeuse      | röd           | djuporange |
| L           | 700 till 1500         | Metalhydrider och alkalimetall-linjer    | VW Hyi          | brun          | mörkröd    |
| T           | under 700             | Metan i spektrum                         | ε Ind Ba och Bb | brun          | rödlila    |

## Yerkes klassindelning av luminositet
Systemet kallas även MKK av efternamnen på utvecklarna, William W. Morgan, Phillip C. Keenan och Edith Kellman från Yerkesobservatoriet. Indelningen anges med romerska siffrorna I, II, III, IV och V, där I är ljusstarka superjättar och V är ljussvaga dvärgstjärnor:
| Luminositetsklass | Namn                     |
| 0                 | hyperjätte               |
| I                 | superjätte               |
| II                | ljusstark jätte          |
| III               | jätte                    |
| IV                | underjätte               |
| V                 | huvudseriestjärna, dvärg |
| sd eller VI       | subdvärg                 |
| D eller VII       | vit dvärg                |

## Mount Wilsons klasser
Mount Wilsons klassifikationssystem användes tidigare för att skilja stjärnor av olika luminositet. Systemet kommer ibland fortfarande till användning vid beskrivningar av moderna spektra.
| Klass | Betydelse  |
| ----- | ---------- |
| sd    | Subdvärg   |
| d     | Dvärg      |
| sg    | Underjätte |
| g     | Jätte      |
| c     | Superjätte |